# Шалькау
Шалькау (нім. Schalkau) — місто в Німеччині, розташоване в землі Тюрингія. Входить до складу району Зоннеберг. 
Площа — 33,58 км2. Населення становить 3266 ос. (станом на 31 грудня 2021).

## Географія

### Адміністративний поділ
Місто  складається з 8 районів:
- Альмерсвінд
- Енес
- Емштадт
- Кацберг
- Маузендорф
- Рот
- Труккенталь
- Тоєрн